# Conclave de 1667
Le conclave de 1667 fut convoqué à la mort du pape Alexandre VII afin d'élire son successeur. Il eut lieu du 2 au 20 juin 1667 et s'acheva par l'élection du cardinal Giulio Rospigliosi, qui prit le nom de règne pontifical de Clément IX.